# Benkt-Erik Benktson
Lars Benkt-Erik Gustaf Benktson, född 9 augusti 1918 i Viby socken, Närke och död 23 oktober 1998 i Domkyrkoförsamlingen, Lund, var en svensk teologisk lärare och forskare, vars böcker berörde både teologi, filosofi och idéhistoria.
Benktson prästvigdes 1940, och var aktiv som präst i Strängnäs stift fram till 1956 då han övergick till universitetsvärlden på heltid. Doktorsavhandlingen om Karl Barth och naturlig teologi avlades i Lund 1949. År 1953 lade han även fram en licentiatavhandling på filosofisk fakultet i Stockholm. Från 1956 undervisade han i ämnena kristendomskunskap och filosofi på läroverk samt Lärarhögskolan i Malmö, och sedan på teologisk fakultet i Lund där han 1963 utsågs till docent i dogmatik med symbolik. Från 1979 var han universitetslektor i tros- och livsåskådningsvetenskap i Göteborg.
Utöver Barth fördjupade Benktson sig i teologerna Dietrich Bonhoeffer och Paul Tillich samt filosofen Martin Heidegger. Den filosofiska existentialismen hade stor betydelse för hans senare författarskaps intresse för vägen, tiden och rummet, som även inkluderade filosofiska, idéhistoriska och teologiska analyser av konst och skönlitteratur. Han författade även läroböcker för högstadium och gymnasium i ämnet religionskunskap. Benktson var en flitig föredragshållare, långt utanför de arenor där man förväntar sig teologer.
För sina insatser belönades han 1981 med att tilläggas professors namn. Efter pensioneringen återvände han till Lund, och fortsatte sin verksamhet vid Lunds universitets teologiska institution som emeritusprofessor. Benkt-Erik Benktson är begravd på Norra kyrkogården i Lund.